# Andreas Mand
Andreas Mand, né à Duisbourg, Rhénanie-du-Nord-Westphalie le 14 décembre 1959 est un écrivain contemporain allemand et un chanteur de rock allemand, qui a obtenu le prix Candide. Auteur de romans, de nouvelles et d'essais, il écrit également des pièces de théâtre.

## Travaux

### Romans
- 1982 Haut ab. Ein Schulaufatz, Nemo Press, Hambourg,  (ISBN 3-922513-09-3)
- 1984 Innere Unruhen, Kellner-Verlag, Hamburg,  (ISBN 3-922035-27-2).
- 1990 Grovers Erfindung, List-Taschenbuchverlag, Munich,  (ISBN 3-612-65032-7).
- 1992 Der Traum des Konditors, Unabhängige Verlagsbuchhandlung, Berlin,  (ISBN 3-86172-029-9).
- 1993 Grover am See, 2. Aufl. MaroVerlag, Augsbourg,  (ISBN 3-87512-213-5).
- 1994 Peng, Édition Solitude, Stuttgart,  (ISBN 3-929085-13-5).
- 1994 Das rote Schiff, MaroVerlag, Augsbourg,  (ISBN 3-87512-225-9).
- 1996 Kleinstadthelden, Ammann Verlag, Zurich,  (ISBN 3-250-10292-X).
- 1998 Das Große Grover Buch, Ammann Verlag, Zurich,  (ISBN 3-250-60016-4).
- 2001 Vaterkind, Residenz-Verlag, Salzbourg,  (ISBN 3-7017-1262-X).
- 2004 Schlechtenachtgeschichte, MaroVerlag, Augsbourg,  (ISBN 3-87512-272-0).
- 2006 Paul und die Beatmaschine, MaroVerlag, Augsbourg,  (ISBN 978-3-87512-278-7).
- 2015 Le second jardin (Der zweite Garten), MaroVerlag, Augsbourg,  (ISBN 978-3-87512-471-2)[3].

### Essais
- 2009 Fairport Convention en: Rock Stories: fünfzig kurze Geschichten über Musik und was sie einem bedeutet (hat)[4], Verlag Langen Müller,  (ISBN 978-3-7844-3195-6)
- 2011 Essai en: Rumba mit den Rumsäufern, Frank Schäfer, Oktoberverlag Münster,  (ISBN 978-3-9418-9514-0)
- 2011 Nouvelle en: Hyde Park-Memories. Ein Osnabrücker Musikclub und seine Geschichte(n)[5], Harald Keller/Reiner Wolf, Oktoberverlag Münster,  (ISBN 978-3-941895-16-4)

### Pièces de théâtre
- 2010 Das Grover Spiel, Proberaum Ewigkeit, MaroVerlag, Augsburg,  (ISBN 978-3-87512-289-3).

### Disque compact
En 1984, il crée son propre groupe de rock et il interprète ses propres textes.
- 2007 Disque compact (rock): Eine kleine Feile (Texte et voix: Andreas Mand), MaroVerlag Augsburg[6]  (ISBN 978-3-87512-906-9)
- 1998 Chansons de Siebenkäs (Siebenkäs-Lieder), inspiré par le roman d’Jean Paul, Siebenkäs. (Démo, Cassette audio)[7]

## Prix et distinctions
- 1996 nommé pour le Prix Ingeborg Bachmann, (prix littéraires en mémoire de l’écrivain autrichien Ingeborg Bachmann)[8].
- 2000 Prix Candide